# Sidorejo (Ambal)
Sidorejo is een bestuurslaag in het regentschap Kebumen van de provincie Midden-Java, Indonesië. Sidorejo telt 978 inwoners (volkstelling 2010).